# 陷塔榧螺
陷塔榧螺（学名：Oliva concavospira）为榧螺科榧螺屬下的一个种。